# Hugonia spicata
Hugonia spicata är en linväxtart som beskrevs av Daniel Oliver. Hugonia spicata ingår i släktet Hugonia och familjen linväxter. Inga underarter finns listade i Catalogue of Life.